# Benno Rabinof
Benno Rabinof (New York, 11 ottobre 1908 – Brevard, 2 luglio 1975) è stato un violinista statunitense.

## Biografia
Benno Rabinof (originariamente Rabinowitz) nacque nel 1908.. Studiò il violino con Victor Küzdö, Franz Kneisel e dal 1919 con Leopold Auer. Nel 1927 debuttò alla Carnegie Hall, suonando i concerti di Elgar e Čajkovskij con la direzione di Auer. Rabinof si è poi esibito in America e in Europa, in recital solistici e con orchestre. Tra la fine degli anni Trenta e i primi anni Quaranta, Rabinof suonò 28 diversi concerti in una serie di 28 trasmissioni settimanali dell’emittente WOR sotto la direzione di Alfred Wallenstein.
Dagli anni Quaranta Rabinof formò un sodalizio artistico con la pianista Sylvia Smith (1913-2001). Nel 1943 si sposarono e dopo il matrimonio Sylvia adottò il cognome del marito. Durante la loro carriera fecero tournée negli Stati Uniti, in Europa, Asia e Africa, eseguendo un repertorio molto vasto. Negli anni Cinquanta commissionarono un Concerto per violino, pianoforte e orchestra a Bohuslav Martinů. Robert Russell Bennett, scrisse “A Song Sonata” dedicandola al duo ‘Benno e Sylvia Rabinof’. Nel corso della loro carriera effettuarono numerose registrazioni e continuarono a suonare insieme fino alla morte di Benno nel 1975.
Con la scomparsa di Sylvia Rabinof (2001), il suo materiale d’archivio e quello del marito fu donato all’International Piano Archives del Maryland.